# Майське (Сумський район)
Майське — селище в Україні, у Краснопільській селищній громаді Сумського району Сумської області. Населення становить 90 осіб. До 2020 орган місцевого самоврядування — Мезенівська сільська рада.

## Географія
Селище Майське розташоване на відстані 1 км від лівого берега річки Пожня, вище за течією на відстані 3 км розташоване село Лісне, нижче за течією на відстані 3.5 км — село Мезенівка.

## Історія
Селище постраждало внаслідок геноциду українського народу, проведеного урядом СССР 1923–1933 та 1946–1947 роках.
- 12 червня 2020 року, відповідно до розпорядження Кабінету Міністрів України № 723-р «Про визначення адміністративних центрів та затвердження територій територіальних громад Сумської області», селище увійшло до складу Краснопільської селищної громади[1].
- 19 липня 2020 року, в результаті адміністративно-територіальної реформи та ліквідації Краснопільського району, увійшло до складу новоутвореного Сумського району[2].

## Економіка
- Молочно-товарна ферма.

## Пам'ятки
- Ряснянський — ботанічний заказник місцевого значення.